# Klecewko
Klecewko – osada w Polsce położona w województwie pomorskim, w powiecie kwidzyńskim, w gminie Ryjewo przy drodze wojewódzkiej nr 608.
Wieś szlachecka położona była w II połowie XVI wieku w województwie malborskim. W latach 1975–1998 miejscowość administracyjnie należała do województwa elbląskiego.